# 山岸米二郎
山岸 米二郎（やまぎし よねじろう、1936年- ）は、日本の気象学者。学位は、理学博士（東北大学・論文博士・1982年）。

## 略歴
新潟県生まれ。1959年東北大学理学部地球物理学科卒業。気象庁仙台管区気象台長、気象庁観測部長、気象研究所長等を経て、（財）気象業務支援センター、気象環境教育センター。1982年東北大学より理学博士の学位を取得。2014年岸保賞受賞。

## 著書
- 『気象予報のための風の基礎知識』オーム社 2002
- 『気象予報のための前線の知識』オーム社 2007
- 『気象学入門 天気図からわかる気象の仕組み』オーム社 2011
- 『日本付近の低気圧のいろいろ』東京堂出版 シリーズ新しい気象技術と気象学 2012

### 共編著
- 『図解気象の大百科』二宮洸三,新田尚共編 オーム社 1997
- 『わかりやすい気象の用語事典』二宮洸三,新田尚共編 オーム社 1999
- 『数値予報と現代気象学』新田尚, 二宮洸三共著 東京堂出版 2009
- 『気象予報士合格ハンドブック』気象予報技術研究会編 新田尚, 二宮洸三共編集主任 朝倉書店 2010

### 翻訳
- ストーム・ダンロップ『オックスフォード気象辞典』監訳 朝倉書店 2005
- ストーム・ダンロップ『気象大図鑑 世界の気象現象の迫力ある画像』監修 乙須敏紀訳 産調出版 2007

## 論文
- <山岸米二郎